# Amoxicillin
Az amoxicillin (pl. Augmentin, Aktil, Curam) széles spektrumú, baktericid hatású, gyomorsavnak ellenálló, félszintetikus aminopenicillin származék. Antibakteriális hatását a baktériumok sejtfalszintézisének gátlása révén fejti ki.
A szerkezetileg ugyanebbe a csoportba tartozó ampicillinnél kedvezőbb farmakokinetikai tulajdonságokkal rendelkezik, amely a para helyzetű hidroxil csoportjának köszönhető. Antimikrobiális hatása hasonló az ampicillinéhez. A kitenyésztett kórokozó amoxicillin érzékenységének meghatározására a standard korong módszer ajánlott.
A VIII. Magyar Gyógyszerkönyvben két formája hivatalos:
- Amoxicillin-nátrium (Amoxicillinum natricum)
- Amoxicillin-trihidrát (Amoxicillinum trihydricum)

## Mikrobiológia
Az amoxicillin széleskörűen alkalmazható Gram-pozitív baktériumok ellen, illetve néhány Gram-negatív faj ellen is hatásos.

### Érzékeny Gram-pozitív baktériumok
Streptococcus spp., penicillin érzékeny Streptococcus pneumoniae, béta-laktamázt nem termelő Staphylococcus spp., és Enterococcus faecalis

### Érzékeny Gram-negatív baktériumok
A következő baktériumok béta-laktamáz enzimet nem termelő törzsei: Haemophilus influenzae, Neisseria gonorrhoeae, Neisseria meningitidis, Escherichia coli, Proteus mirabilis és Salmonella spp.

### Fertőzések, amiben ajánlott az amoxicilin használata
Fertőzések, melyek kezelhetőek amoxicilinnel:
- Légúti fertőzések (hörghurut, orrmelléküreg gyulladás stb.)
- Emésztőrendszeri fertőzések (tífusz baktériumával való fertőzések)
- Uro-genitális fertőzések (húgyúti fertőzések, gonorrhoea, nemi fertőzések)
- Bőrfertőzések (beleértve az állati/emberi harapást is)
- Szív- és érrendszeri fertőzések (endokarditisz)
- Idegrendszeri gyulladások, fertőzések (agyhártyagyulladás)
- Csont- és ízületi gyulladások, fertőzések.

### Rezisztens kórokozók
Penicillinázt termelő baktériumok: különösen gyakori a penicillináz termelés Staphylococcus fajok között, ezenkívül penicillinázt termelhet a N. gonorrhoeae, és a H. influenzae is, amelyek szintén rezisztensek.
A legtöbb Pseudomonas spp., Klebsiella spp., Enterobacter spp., az indol-pozitív Proteus spp., Serratia marcescens, Citrobacter spp., Chlamydia trachomatis, Mycoplasma pneumoniae, Aeromonas spp. szintén rezisztensek.
A béta-laktamázt termelő rezisztens fajok száma, beleértve az E. coli-t is, nő.
Az amoxicillin átlagos dózisának kétszeresére emelése (gyermekgyógyászatban) a közepesen rezisztens Streptococcus pneumoniae-k számának jelentős csökkenését okozza különböző vizsgált fertőzésekben.

## Amoxicillin és klavulánsav
Az amoxicillint gyakran kombinálják klavulánsavval, egy béta-laktamáz inhibitorral. Ezzel kivédhető a béta-laktamáz okozta rezisztencia, és a gyógyszer több Gram-negatív organizmus ellen lesz hatásos. A klavulánsav öngyilkos molekulaként megvédi a hatásos amoxicillint, úgy, hogy mivel nagyobb az affinitása a béta-laktamázhoz, az enzim a klavulánsavat hasítja, és nem a hatóanyag béta-laktám vázát. Amoxicillin és klavulánsav kombinációt tartalmaz például az Augmentin.

## Mellékhatások
Mellékhatás profilja hasonló a többi béta-laktám antibiotikumhoz. Kialakulhatnak általános mellékhatások, mint a hányinger, hányás, fáradtság.
Különböző allergiás, túlérzékenységi reakciók felléphetnek, amelyek közül az anafilaxiás sokk a legveszélyesebb. Szerencsére az anafilaxiás sokk per os alkalmazott penicillineknél rendkívül ritka, a beteg helyes ellátása (adrenalin, antihisztamin adása) életmentő.

## Lásd még
- penicillin
- béta-laktám antibiotikum